# Interstate 95
Interstate 95 (I-95) é a principal rodovia interestadual norte-sul na Costa Leste dos Estados Unidos, saindo da US Route 1 (US 1) em Miami, Flórida, para a passagem de fronteira Houlton – Woodstock entre Maine e a província canadense de Novo Brunswick. A rodovia é em grande parte paralela à costa atlântica e a US 1, exceto para a porção entre Savannah, Geórgia, e Washington, D.C. e a porção entre Portland e Houlton no Maine, ambas as quais seguem uma rota mais direta para o interior.
A I-95 serve como a principal ligação rodoviária entre as principais cidades da Costa Leste. As principais áreas metropolitanas ao longo de sua rota incluem Miami, Jacksonville, Savannah, Florence, Fayetteville e Richmond no sudeste ; Washington, Baltimore, Wilmington, Filadélfia, Newark e Nova Iorque nos Estados do Médio Atlântico ; e New Haven, Providence, Boston, Portsmouth e Portland na Nova Inglaterra. Charleston, Carolina do Sul, Wilmington, Carolina do Norte e Norfolk - Virginia Beach, Virgínia, os três principais metrôs costeiros contornados pela porção interior da rodovia, estão conectados a I-95 por I-26, I-40 e I-64, respectivamente.
A I-95 é uma das rotas mais antigas do sistema de rodovias interestaduais. Muitas seções da I-95 incorporaram seções preexistentes de estradas com pedágio, onde serviam a mesma faixa de servidão. Até 2018, havia uma lacuna na rota original da I-95 no centro de Nova Jérsia, causada pelo cancelamento da Somerset Freeway. Um intercâmbio entre a Pennsylvania Turnpike e a I-95 foi concluído em setembro de 2018; isso permitiu que a I-95 fosse redirecionada ao longo da extensão da Pearl Harbor Memorial Turnpike Extension em Nova Jérsia para a Pensilvânia, criando uma rota interestadual contínua do Maine à Flórida pela primeira vez.
Com um comprimento de 3.096 km (1.924 mi), a I-95 é a rodovia interestadual norte-sul mais longa e a sexta rodovia interestadual mais longa em geral. A I-95 passa por 15 estados (bem como um breve trecho no Distrito de Columbia durante a travessia do Rio Potomac ), mais do que qualquer outra interestadual. De acordo com o US Census Bureau, apenas cinco dos 96 condados ou condados equivalentes ao longo de sua rota são completamente rurais, enquanto as estatísticas fornecidas pela I-95 Corridor Coalition sugerem que a região atendida é "mais de três vezes mais densamente povoada do que a média dos EUA e tão densamente povoada quanto a Europa Ocidental”. De acordo com a Corridor Coalition, a I-95 atende 110 milhões de pessoas e facilita 40% do produto interno bruto do país.

## Descrição da rota
|       | km       | mi       |
| ----- | -------- | -------- |
| FL    | 615.01   | 382.15   |
| GA    | 180.25   | 112.00   |
| SC    | 319.87   | 198.76   |
| NC    | 291.87   | 181.36   |
| VA    | 287.64   | 178.73   |
| DC    | 0.18     | 0.11     |
| MD    | 177.04   | 110.01   |
| DE    | 37.71    | 23.43    |
| PA    | 71.21    | 44.25    |
| NJ    | 143.22   | 88.99    |
| NY    | 37.82    | 23.50    |
| CT    | 179.55   | 111.57   |
| RI    | 68.17    | 42.36    |
| MA    | 147.98   | 91.95    |
| NH    | 25.93    | 16.11    |
| ME    | 487.95   | 303.20   |
| Total | 3,071.40 | 1,908.48 |

### Sul

#### Flórida
A I-95 começa na US Route 1 ao sul do centro de Miami e viaja ao longo da costa leste do estado, passando por Ft. Lauderdale, West Palm Beach, Gold Coast, Treasure Coast, Space Coast, Daytona Beach, Port Orange, Saint Augustine e Jacksonville antes de entrar no estado americano da Geórgia perto da cidade de Brunswick. Esta parte da rodovia foi notadamente apresentada no filme Flight of the Navigator, quando a nave voou ao longo da rodovia em direção a Miami. Em Miami e Ft. As pistas Lauderdale e SunPass Express passam sobre a rodovia.
Antes de 1987, uma lacuna notável na rodovia existia entre West Palm Beach e Fort Pierce; O tráfego da I-95 entre essas cidades foi desviado para a rodovia Florida's Turnpike. Hoje, a I-95 segue ao longo de uma rota paralela à rodovia.
No ano de 2010, ocorreram mais fatalidades ao longo da seção da Flórida da I-95 do que em qualquer outra rodovia interestadual do país.

#### Georgia
Na Geórgia, a I-95 é paralela à costa, viajando principalmente por pântanos a alguns quilômetros da costa. A rota contorna os núcleos das principais cidades costeiras de Brunswick e Savannah, direcionando o tráfego pelos lados ocidentais das áreas metropolitanas de ambas as cidades; ele se conecta a esta última cidade por uma interseção com a I-16 antes de cruzar para a Carolina do Sul. Os números de saída foram convertidos de um sistema sequencial para um sistema baseado em quilometragem por volta do ano 2000. I-95 na Geórgia tem a designação não assinada de State Route 405 ( SR 405 ).

#### Carolina do Sul
Entrando na Carolina do Sul, a I-95 desvia de sua rota costeira para uma rota mais interior para o oeste. A I-95 não chega perto de nenhuma grande cidade da Carolina do Sul, sendo Florença a maior cidade ao longo de sua rota, a décima maior do estado. O resto da Carolina do Sul pode ser acessado por meio de outras rodovias que cruzam a I-95. Ele cruza a I-26 perto de Harleyville, que fornece acesso a Charleston, Columbia e Upstate South Carolina. Também cruza a I-20 em Florence, que também se conecta a Columbia e depois a Atlanta, Georgia. Na fronteira com a Carolina do Norte, a I-95 passa pela atração à beira da estrada South of the Border.

#### Carolina do Norte
Na Carolina do Norte, o I-95 serve informalmente como a separação entre as regiões de Piemonte ocidental e planície costeira oriental do estado. A rota cruza I-74 perto de Lumberton, I-40 perto de Benson e Future I-87 / US 64 perto de Rocky Mount. Várias cidades de tamanho médio ficam ao longo da I-95 na Carolina do Norte, incluindo (do sul ao norte) Fayetteville, Wilson e Rocky Mount. Em Gaston, a I-95 cruza para a Virgínia.

### Região mesoatlântica
Grande parte da I-95 na região do Médio-Atlântico é pedágio, seguindo o curso de várias rodovias que são anteriores ao sistema de rodovias interestaduais, bem como várias outras estradas com pedágio e pontes com pedágio.

#### Virgínia
A I-95 entra na região do Meio-Atlântico na Virgínia e viaja pelo centro da região urbana mais densa e populosa dos Estados Unidos. A I-95 viaja de norte a sul pela Virgínia, passando por Petersburgo, e segue a Richmond-Petersburg Turnpike até o centro de Richmond (onde é concomitante brevemente com a I-64 ) e de lá vira para o nordeste ao entrar no norte da Virgínia. Na Área Metropolitana de Washington, ela é simultânea com a Capital Beltway da Springfield Interchange junto com a Interestadual 495, antes de passar pelo canto mais ao sul do Distrito de Columbia por cerca de 0.18 km (0.11 mi) ao longo da ponte Woodrow Wilson antes de entrar em Maryland perto do porto nacional.

#### Maryland
Em Maryland, a I-95 segue para nordeste em direção a Baltimore, paralelamente à antiga Baltimore-Washington Parkway. I-95 usa o Fort McHenry Tunnel para viajar sob o Inner Harbor de Baltimore, e viaja pelo nordeste de Maryland ao longo da John F. Kennedy Memorial Highway, cruzando para Delaware em Elkton.

#### Delaware
Entrando em Delaware em Newark, a I-95 segue a Delaware Turnpike leste através de Delaware até o grande e complexo trevo I-495 / I-295 / US 202 / DE 141 em Newport e vira para nordeste através de Wilmington contornando o lado oeste do centro da cidade antes deixando Delaware em Claymont, no extremo nordeste do estado.

#### Pensilvânia
Entrando no sudeste da Pensilvânia perto de Marcus Hook, a I-95 cruza o condado de Delaware e a cidade de Chester, seguindo de perto o rio Delaware. Entrando na Filadélfia perto do Aeroporto Internacional da Filadélfia, a rodovia segue um grande viaduto ao longo da extremidade leste do centro da cidade da Filadélfia, juntando-se à Pennsylvania Turnpike em Bristol antes de entrar em Nova Jérsia no Rio Delaware – Ponte Turnpike Toll Bridge.

#### Nova Jérsia
Em Nova Jérsia, a I-95 segue a extensão da Turnpike do Memorial de Pearl Harbor da New Jersey Turnpike, juntando-se à linha principal na saída 6. No final da Turnpike, a I-95 vira para o leste ao longo de seu próprio alinhamento de rodovia e se conecta à cidade de Nova Iorque (e cruza para o estado de Nova Iorque) através da Ponte George Washington.

#### Nova Iorque
A I-95 na cidade de Nova Iorque compreende, no todo ou em parte, várias vias expressas nomeadas, incluindo a Trans-Manhattan Expressway, a Cross Bronx Expressway e a Bruckner Expressway, uma vez que cruza o leste-nordeste através dos bairros de Manhattan e do Bronx. Dentro destas 24 km (15 mi) trecho, I-95 cruza I-87 no South Bronx, que se conecta a Albany e Upstate Nova Iorque, bem como várias interestaduais auxiliares que fornecem acesso a outros bairros de Nova Iorque e Long Island. Entrando no Condado de Westchester em Pelham, a I-95 segue pela New England Thruway a nordeste até a fronteira de Connecticut em Port Chester, onde continua como Connecticut Turnpike.

### Nova Inglaterra

#### Connecticut
I-95 entra na Nova Inglaterra, no estado de Connecticut, onde segue de perto a costa sul do estado. A direção através de Connecticut é principalmente leste-oeste e passa pela parte mais populosa do estado, passando pelas cidades de Stamford, Bridgeport (a cidade mais populosa do estado) e New Haven. Em New Haven, ela se cruza com a I-91 conforme ela passa para as áreas mais rurais do Vale do Rio Lower Connecticut. A I-95 sai da Connecticut Turnpike na I-395 na linha da cidade de East Lyme / Waterford. Em seguida, a I-95 passa por New London e Groton, antes que a rota faça curvas para o nordeste e deixe sua conexão próxima com a costa. Ele deixa Connecticut na cidade de North Stonington.

#### Rhode Island
A I-95 entra em Rhode Island, na cidade de Hopkinton, e conecta as áreas rurais tranquilas do canto sudoeste do estado com a região mais metropolitana ao redor da capital do estado, Providence, no canto nordeste do estado. Ele deixa Rhode Island na cidade de Pawtucket.

#### Massachusetts
Entrando em Massachusetts em Attleboro, a I-95 segue para nordeste em direção a Boston. Em Canton, a sudoeste de Boston, ele faz uma curva acentuada para o oeste e começa uma concorrência de 60 quilômetros com a Rota 128, um anel viário que atravessa os subúrbios de Boston. Neste ponto, a I-93 tem seu terminal sul e fornece acesso à própria cidade de Boston. A I-95 cruza a Massachusetts Turnpike / I-90 na linha Weston / Newton e a I-93 uma segunda vez no triponto de Woburn, Reading e Stoneham. Ao norte de Boston, a I-95 vira para o norte em Peabody, enquanto a Rota 128 continua para o leste até Cabo Ann. I-95 deixa Massachusetts em Salisbury.

#### Nova Hampshire
A I-95 entra em Nova Hampshire, na cidade de Seabrook, seguindo a rodovia pré-interestadual New Hampshire Turnpike e percorrendo um trecho de 29 km (18 mi) a região litoral e a histórica cidade de Portsmouth, de  onde sai do estado.

#### Maine
No Maine, segue pela Maine Turnpike, seguindo de perto a costa na direção nordeste até chegar a Portland, a maior cidade do estado. De lá, ele vira para o norte até Augusta, onde a Maine Turnpike termina enquanto a I-95 continua para o norte até Palmyra, onde vira para o leste até Bangor. De Bangor, ele vira para o norte novamente para Smyrna e faz uma curva final para o leste, alcançando o cruzamento da fronteira Houlton – Woodstock em Houlton. A estrada continua na província canadense de Novo Brunswick como Route 95.

## História
Muitas partes da I-95 eram feitas de estradas com pedágio que já haviam sido construídas ou planeadas, principalmente no Nordeste. Muitas dessas rotas ainda existem hoje, mas algumas removeram seus pedágios. Fora da Flórida, todas as atuais facilidades de pedágio I-95 são compatíveis com o sistema de pagamento eletrônico E-ZPass; na Flórida, enquanto a I-95 pode ser dirigida gratuitamente, o uso das '95 Express Managed Toll Lanes 'requer um transmissor SunPass.
As estradas com pedágio utilizadas como parte da I-95 anteriormente incluíam Florida's Turnpike, Richmond – Petersburg Turnpike (com pedágio até 1992) e Connecticut Turnpike (com pedágio até 1985). Além disso, a Fuller Warren Bridge, que medeia o rio St. Johns em Jacksonville, Flórida, foi cobrada com pedágios até a década de 1980. Hoje, os pedágios permanecem no Fort McHenry Tunnel de Maryland e na John F. Kennedy Memorial Highway, na Delaware Turnpike, na Pennsylvania Turnpike, na New Jersey Turnpike, na George Washington Bridge e na New England Thruway de Nova Iorque, na New Hampshire Turnpike e na Maine Turnpike.
Até 2018, existia uma lacuna na I-95 em Nova Jérsia. Da Pensilvânia, o I-95 entrou no estado na ponte Scudder Falls Bridge e continuou para o leste até os US 1 no Município de Lawrence. Aqui, a I-95 terminou abruptamente e fez a transição para a I-295. De Nova Iorque, a I-95 entrou no estado pela ponte George Washington e seguiu pela New Jersey Turnpike para o sul para a saída 6, corria ao longo de uma extensão da rodovia e terminava na ponte com pedágio do rio Delaware – Turnpike na divisa do estado da Pensilvânia, onde a rota fazia a transição para a I-276. Essa descontinuidade foi causada pelo cancelamento da Somerset Freeway em 1983, um alinhamento planeado da I-95 mais para o interior a partir da rodovia. A fim de preencher a lacuna, um trevo foi construído onde a I-95 cruza a Pennsylvania Turnpike no Município de Bristol, Pensilvânia. Depois que os primeiros componentes do intercâmbio foram abertos em 22 de setembro de 2018, a I-95 foi redirecionada para a Pennsylvania Turnpike, encontrando onde a I-95 terminava anteriormente na divisa do estado. Este projeto fechou a última lacuna restante na rota. A antiga seção da I-95 entre a Pennsylvania Turnpike e os US 1 em Lawrence tornou-se uma extensão da I-295. O trevo com a Pennsylvania Turnpike será expandido no futuro, conectando a I-95 no sentido norte com o turnpike no sentido oeste, e o turnpike no sentido leste com o sul I-95.
No século XXI, vários grandes projetos entre Richmond, Virgínia e Nova Jérsia visaram diminuir o congestionamento ao longo do corredor. A reconstrução do Springfield Interchange na Virgínia do Norte, nos arredores de Washington, DC, ajudou a facilitar o tráfego na interseção da I-95, I-495 e I-395, e nos intercâmbios circundantes. O Springfield Interchange é um dos cruzamentos de rodovias mais movimentados da Costa Leste, atendendo entre 400.000 e 500.000 veículos por dia. Com exceção das pistas HOT no Capital Beltway (I-495 / I-95), este projeto foi concluído em julho de 2007.  Algumas milhas a leste havia outro grande projeto: a substituição da ponte Woodrow Wilson. A ponte transporta I-95 / I-495 sobre o Rio Potomac. A antiga ponte Woodrow Wilson, que desde então foi demolida, era uma ponte de seis pistas que estava severamente sobrecarregada. A nova ponte é na verdade duas pontes com um total de 12 pistas; cinco em cada direção, com uma faixa adicional em cada direção para uso futuro (ônibus rápido ou trem). A obra foi concluída com a inauguração das 10 faixas em 13 de dezembro de 2008, reduzindo significativamente os atrasos no tráfego no anel viário. As faixas são divididas em duas faixas diretas e três faixas locais em cada direção. Cerca de 48 km (30 mi) ao norte da Ponte Wilson, e cerca de 32 km (20 mi) ao sul de Baltimore, perto de Laurel, Maryland, a construção de um grande novo trevo começou em 2008, com conclusão prevista para o final de 2011 e aberta ao tráfego em 9 de novembro de 2014, que conecta a I-95 à rota 200 de Maryland.
Em 2006, a Assembleia Geral da Virgínia aprovou a SJ184, uma resolução pedindo um pacto interestadual para construir uma rodovia com pedágio entre Dover, Delaware e Charleston, Carolina do Sul, como uma alternativa à I-95 que permitiria o tráfego de longa distância para evitar a Área metropolitana de DC.
A legislação federal identificou o I-95 por meio de Connecticut como o corredor de alta prioridade 65. Um programa multibilionário de longo prazo para atualizar toda a extensão da I-95 através de Connecticut está em andamento desde meados da década de 1990 e deve continuar até pelo menos 2020. Vários quilômetros da Connecticut Turnpike através de Bridgeport foram alargados e ajustados aos padrões da Interestadual. O trabalho mudou para reconstruir e ampliar 19 km (12 mi) da I-95 por meio de New Haven, que inclui a substituição da Ponte Memorial de Pearl Harbor. Estudos ambientais para reconstrução e alargamento de 97 km (60 mi) da I-95 de New Haven à divisa de estado de Rhode Island também estão progredindo.
Existem planos para expandir um Corredor I-95 de 1,696 km (1,054 mi) de Petersburg, Virgínia à Flórida, por meio de um acordo multiestadual dos Estados Unidos, para estudar como melhorar o corredor por meio da ampliação e reconstrução, com o objetivo de reduzir o congestionamento e melhorar a segurança geral nos próximos anos.
A I-95 da linha Carolina do Sul-Geórgia até o terminal sul da rodovia no sul da Flórida foi alargada para um mínimo de seis faixas. A seção de Jacksonville até a junção I-4 em Daytona Beach foi expandida para seis pistas em 2005. Projetos iniciados em 2009, ampliando o leito da estrada em Brevard County da junção SR 528 em Cocoa para Palm Bay, bem como no norte do Condado de Palm Beach. Os últimos segmentos da I-95 na Flórida, que permaneceram em apenas quatro faixas, foram atualizados, proporcionando aos motoristas cerca de quinhentas milhas de pista contínua de seis faixas.
Em 2009, os legisladores estaduais que representam o condado de Aroostook do Maine propuseram o uso de fundos de estímulo econômico federal para estender a I-95 ao norte até a comunidade de Fort Kent, no extremo norte do Maine, via Caribou e Presque Isle. A rota proposta seria paralela à Rodovia Trans-Canada de quatro pistas e acesso limitado de Nova Brunswick, no lado dos EUA da fronteira entre Canadá e Estados Unidos. Os legisladores argumentaram que a extensão da Interestadual promoveria o crescimento econômico na região.

## Rotas auxiliares
A Interestadual 95 tem muitas rotas auxiliares. Eles podem ser encontrados na maioria dos estados pelos quais a rota passa; com exceções sendo Geórgia, Carolina do Sul e Nova Hampshire. Rotas comerciais também existem na Geórgia e na Carolina do Norte.
Flórida
- Interestadual 195, um ramal em Miami; Norte dos 2 esporas (outro é I-395)
- Interestadual 295, um anel viário em torno de Jacksonville
- Interestadual 395, um ramal em Miami; Do sul dos dois esporas para Miami (o outro é I-195)
- Interestadual 595, um ramal oeste da I-95 para I-75 e leste da I-95 para Fort Lauderdale
- Interestadual 795, futura designação ao longo da Florida Route 9B

Carolina do Norte
- Interstate 95 Business, um loop de negócios em Fayetteville
- Interestadual 295, um anel viário parcialmente concluído em torno de Fayetteville
- Interestadual 795, um ramal que vai para Goldsboro

Virgínia
- A Interestadual 195 é um curto ramal do norte do centro de Richmond ao sul do centro.
- A Interestadual 295 é um desvio a leste de Richmond, da I-95 ao sul de Petersburg, através da Interestadual 64 a leste de Richmond e da I-95 ao norte de Richmond até a I-64 a oeste de Richmond.
- A Interestadual 395 é uma ramificação de Springfield ao norte até o centro de Washington, DC Ela fazia parte da I-95 até 1977.
- A Interestadual 495 é a Capital Beltway, uma volta completa em torno de Washington, DC Desde 1977, a I-95 corre ao longo de sua metade leste.

Distrito da Colombia
- A Interstate 295 é um ramal da Interstate 95 perto da Woodrow Wilson Bridge através de Anacostia e ao norte até um trevo com a Interstate 695 e o Distrito de Columbia Route 295.
- A Interestadual 395 é uma ramificação de Springfield ao norte até o centro de Washington, DC terminando na New York Avenue. Fazia parte da I-95 até 1977.
- A Interestadual 695 é a Southeast Freeway, conectando a Interestadual 395 e a rota 295 do Distrito de Columbia.

Maryland
- Interestadual 195, um ramal para o Aeroporto Internacional de Baltimore-Washington
- Interestadual 295, uma rota do sul para Washington DC
- Interestadual 395, um ramal no centro de Baltimore
- Interestadual 495, a Capital Beltway
- Interestadual 595, um segmento não assinado dos EUA 50 entre a Capital Beltway e Annapolis
- Interestadual 695, o Baltimore Beltway
- Interestadual 795, um desvio do MD 140 em Reisterstown e Owings Mills
- Interestadual 895, através do túnel do porto

Delaware, Pensilvânia e Nova Jérsia
- Interestadual 195, uma rodovia que atravessa o centro de Jérsia
- Interestadual 295, um desvio oriental da Filadélfia
- Interestadual 495, um desvio de Wilmington, Delaware

Nova Iorque
- A Interestadual 295 segue para sudeste da Bruckner Interchange ao longo da Cross Bronx Expressway, depois para o sul pela Throgs Neck Bridge e Clearview Expressway até seu término na Hillside Avenue, ao sul da Grand Central Parkway.[23] Ele já foi assinado como parte da I-78[24][25] e foi planeado para terminar no Aeroporto Internacional John F. Kennedy.[24][26][27]
- A Interestadual 495 vai do Túnel Queens – Midtown a leste ao longo da Long Island Expressway até Riverhead, cruzando a I-295 em Queens.[23] Antigamente, planeava-se continuar para o oeste até a I-95 em Nova Jersey ; essa parte agora é Lincoln Tunnel e New Jersey Route 495. Era também suposto continuar para o leste e encontrar a I-95 novamente em Connecticut ou em Rhode Island. Isso tornaria a I-495 uma estrada de desvio para a I-95.[28]
- A Interestadual 695 é uma rota curta ao longo da Throgs Neck Expressway, conectando a I-295 à I-95 no Bronx.[23] Já foi assinado como parte da I-78.[29] O número tinha sido usado para outros planos, incluindo uma rota paralela ao Woodhaven Boulevard e uma atualização da West Side Highway e Henry Hudson Parkway.

Connecticut, Rhode Island e Massachusetts
- Interestadual 195, um ramal a leste de Providence
- Interestadual 295, um anel viário externo parcial ao redor de Providence
- A Interestadual 395 vai da junção com a I-95 em Waterford ao norte até a divisa do estado de Massachusetts, onde encontra a I-90 / Mass Pike e a I-290 ao sul de Worcester.
- Interestadual 495, um anel viário externo em torno de Boston

Maine
- Interestadual 195, o Saco Industrial Spur
- Interestadual 295, conecta com I-95 em Portland e Gardiner
- Interestadual 395, um ramal a leste de Bangor
- Interestadual 495, Falmouth Spur